# Река (интеллектуальная игра)
Интеллектуальная игра Река (англ. River IQ Test) — это умственная загадка, которую решали в Китае для определения коэффициента интеллекта при приеме на работу.

## Цель
Целью головоломки является переправить всех (отца, двух сыновей, мать, двух дочерей, офицера милиции и вора) с одного берега реки на другой при условии соблюдения определенных правил.

## Правила
1. Находиться на плоту может только двое людей в один момент времени
2. Отец не может оставаться наедине ни с одной из дочерей без присутствия матери
3. Мать не может оставаться наедине ни с одним из сыновей без присутствия отца
4. Вор не может оставаться наедине ни с одним членом семьи без присутствия офицера
5. Только отец, мать и офицер милиции могут управлять плотом

## Решение
Сначала кажется, что задача имеет очень много возможных ходов, но в действительности вариантов очень мало, так как ошибочные ходы не дают возможности играть дальше. Существует лишь одна последовательность ходов, что приводит к успеху за наименьшее количество ходов.
| Ход №. | Вперед                 | Назад               |
| ------ | ---------------------- | ------------------- |
| 1      | Офицер милиции, Вор    | Офицер милиции      |
| 2      | Офицер милиции, Сын 1  | Офицер милиции, Вор |
| 3      | Отец, Сын 2            | Отец                |
| 4      | Отец, Мать             | Мать                |
| 5      | Офицер милиции, Вор    | Отец                |
| 6      | Отец, Мать             | Мать                |
| 7      | Мать, Дочь 1           | Офицер милиции, Вор |
| 8      | Офицер милиции, Дочь 2 | Офицер милиции      |
| 9      | Офицер милиции, Вор    |                     |

## Дополнительно
- Загадка о лисе, гусе и мешке бобов
- Волк, коза и капуста